# Natranaerovirga hydrolytica
Natranaerovirga hyrolytica es una especie de bacteria grampositiva del género Natranaerovirga. Fue descrita en el año 2012. Su etimología hace referencia a hidrólisis de polímeros. Es anaerobia estricta y formadora de esporas. Tiene un tamaño de 0,5-0,6 μm de ancho por 2,5-15 μm de largo. Mesófila, con temperatura máxima de crecimiento de 45 °C. Catalasa negativa. Se ha aislado de sedimentos de lagos hipersalinos de soda en Siberia. 